# كسوف الشمس 12 سبتمبر 2072
سيحدث كسوف كلي للشمس في 12 سبتمبر 2072. يحدث كسوف الشمس عندما يمر القمر بين الأرض والشمس ، وبالتالي يحجب صورة الشمس كليًا أو جزئيًا عن مشاهد على الأرض. يحدث الكسوف الكلي للشمس عندما يكون القطر الظاهري للقمر أكبر من قطر الشمس ، مما يحجب كل ضوء الشمس المباشر ، ويحول النهار إلى ظلام. تحدث الكلية في مسار ضيق عبر سطح الأرض ، مع كسوف جزئي للشمس مرئي فوق المنطقة المحيطة بعرض آلاف الكيلومترات.
هذا هو الأول من بين 55 كسوفًا مركزيًا لـ ساروس 155 . الأول سيكون عام 2072 والأخير سيكون عام 3046. هذا هو أول خسوف من 56 خسوفًا شمسيًا لـ ساروس 155 . الأول سيكون عام 2072 والأخير سيكون عام 3064.
المرحلة الكلية للكسوف ستكون فقط في سيبيريا في روسيا. وتشمل المدن الكبيرة، حيث سيتبين المرحلة الإجمالية، ياكوتسك ، نريونغري ، ميرني في ياقوتيا و خاتنجا في كراسنويارسك كراي (أيضا نوريلسك سيكون 98٪ التعمية الشمس). وكنتيجة جزئية ، سيشهد الخسوف في الغالب في أوروبا (باستثناء جنوب أوروبا) ، ومعظمها في آسيا وشرق جرينلاند .

## الخسوفات ذات الصلة

### كسوف الشمس 2069-2072
هذا الكسوف هو جزء من سلسلة كسوف الشمس 2069-2072. يتكرر الكسوف في كل 177 يومًا تقريبًا و 4 ساعات في العقد المتناوبة من مدار القمر.
| 120 | أبريل 21, 2069 جزئي | 125 | أكتوبر 15, 2069 [الإنجليزية] جزئي |
| 130 | أبريل 11, 2070 كلي  | 135 | أكتوبر 4, 2070 حلقي               |
| 140 | مارس 31, 2071 حلقي  | 145 | سبتمبر 23, 2071 كلي               |
| 150 | مارس 19, 2072 جزئي  | 155 | سبتمبر 12, 2072 كلي               |

### سلسلة ساروس 155
وهي جزء من دورة ساروس 155 ، تتكرر كل 18 سنة ، 11 يومًا (223 شهرًا مجمعًا) ، وتحتوي على 71 حدثًا.
- بدأت السلسلة بكسوف جزئي للشمس في 17 يونيو 1928.
- وخسوفًا كليًا من 12 سبتمبر 2072 إلى 30 أغسطس 2649.
- تحتوي السلسلة أيضًا على 3 كسوفات هجينة من 10 سبتمبر ، 2667 إلى 3 أكتوبر ، 2703
- و 20 خسوفًا حلقيًا من 13 أكتوبر 2721 إلى 8 مايو 3064.
- تنتهي السلسلة عند الحدث 71 ككسوف جزئي في 24 يوليو 3190.

وستكون أطول كسوفات كلية في 26 أكتوبر 2144 وفي 7 نوفمبر 2162 عند 4 دقائق و 5 ثوانٍ.
| أعضاء السلسلة 1-10 تحدثوا بين 1901 و 2100: | أعضاء السلسلة 1-10 تحدثوا بين 1901 و 2100: | أعضاء السلسلة 1-10 تحدثوا بين 1901 و 2100: |
| 1                                          | 2                                          | 3                                          |
| ------------------------------------------ | ------------------------------------------ | ------------------------------------------ |
| يونيو 17, 1928 [الإنجليزية]                | يونيو 29, 1946 [الإنجليزية]                | يوليو 9, 1964 [الإنجليزية]                 |
| 4                                          | 5                                          | 6                                          |
| يوليو 20, 1982 [الإنجليزية]                | يوليو 31, 2000 [الإنجليزية]                | أغسطس 11, 2018                             |
| 7                                          | 8                                          | 9                                          |
| أغسطس 21, 2036                             | سبتمبر 2, 2054                             | سبتمبر 12, 2072                            |
| 10                                         |                                            |                                            |
| سبتمبر 23, 2090 [الإنجليزية]               |                                            |                                            |

### سلسلة ميتونيك
تتكرر السلسلة ميتونيك كل 19 عامًا (6939.69 يومًا) ، وتستمر حوالي 5 دورات. يحدث الكسوف في نفس تاريخ التقويم تقريبًا. بالإضافة إلى ذلك ، تتكرر سلسلة أكتون الفرعية 1/5 من ذلك أو كل 3.8 سنوات (1387.94 يومًا). تحدث جميع الكسوفات في هذا الجدول عند العقدة الصاعدة للقمر.
| 21 حدثًا من أحداث الكسوف ، تتقدم من الجنوب إلى الشمال بين 1 يوليو 2000 و 1 يوليو 2076 | 21 حدثًا من أحداث الكسوف ، تتقدم من الجنوب إلى الشمال بين 1 يوليو 2000 و 1 يوليو 2076 | 21 حدثًا من أحداث الكسوف ، تتقدم من الجنوب إلى الشمال بين 1 يوليو 2000 و 1 يوليو 2076 | 21 حدثًا من أحداث الكسوف ، تتقدم من الجنوب إلى الشمال بين 1 يوليو 2000 و 1 يوليو 2076 | 21 حدثًا من أحداث الكسوف ، تتقدم من الجنوب إلى الشمال بين 1 يوليو 2000 و 1 يوليو 2076 |
| يوليو 1–2                                                                            | أبريل 19–20                                                                          | فبراير 5–7                                                                           | نوفمبر 24–25                                                                         | سبتمبر 12–13                                                                         |
| 117                                                                                  | 119                                                                                  | 121                                                                                  | 123                                                                                  | 125                                                                                  |
| ------------------------------------------------------------------------------------ | ------------------------------------------------------------------------------------ | ------------------------------------------------------------------------------------ | ------------------------------------------------------------------------------------ | ------------------------------------------------------------------------------------ |
| يوليو 1, 2000 [الإنجليزية]                                                           | أبريل 19, 2004                                                                       | فبراير 7, 2008                                                                       | نوفمبر 25, 2011                                                                      | سبتمبر 13, 2015                                                                      |
| 127                                                                                  | 129                                                                                  | 131                                                                                  | 133                                                                                  | 135                                                                                  |
| يوليو 2, 2019                                                                        | أبريل 20, 2023                                                                       | فبراير 6, 2027                                                                       | نوفمبر 25, 2030 [الإنجليزية]                                                         | سبتمبر 12, 2034                                                                      |
| 137                                                                                  | 139                                                                                  | 141                                                                                  | 143                                                                                  | 145                                                                                  |
| يوليو 2, 2038                                                                        | أبريل 20, 2042                                                                       | فبراير 5, 2046                                                                       | نوفمبر 25, 2049                                                                      | سبتمبر 12, 2053                                                                      |
| 147                                                                                  | 149                                                                                  | 151                                                                                  | 153                                                                                  | 155                                                                                  |
| يوليو 1, 2057                                                                        | أبريل 20, 2061                                                                       | فبراير 5, 2065                                                                       | نوفمبر 24, 2068                                                                      | سبتمبر 12, 2072                                                                      |
| 157                                                                                  | 159                                                                                  | 161                                                                                  | 163                                                                                  | 165                                                                                  |
| يوليو 1, 2076 [الإنجليزية]                                                           |                                                                                      |                                                                                      |                                                                                      |                                                                                      |

### سلسلة اينكس
هذا الكسوف هو جزء من دورة اينكس طويلة الأمد ، يتكرر عند العقد المتناوبة ، كل 358 شهرًا سينوديًا (≈ 10571.95 يومًا ، أو 29 عامًا ناقص 20 يومًا).
مظهرها وخط طولها غير منتظمين بسبب عدم التزامن مع الشهر غير الطبيعي (فترة الحضيض). ومع ذلك ، فإن مجموعات 3 دورات اينكس (87 سنة ناقص شهرين) تقترب (≈ 1،151.02 شهرًا غير طبيعي) ، لذا فإن الكسوف متشابه في هذه المجموعات.
| أعضاء سلسلة اينكس بين عامي 1901 و 2100: | أعضاء سلسلة اينكس بين عامي 1901 و 2100: | أعضاء سلسلة اينكس بين عامي 1901 و 2100: |
| --------------------------------------- | --------------------------------------- | --------------------------------------- |
| 22 نوفمبر 1919 (ساروس 141)              | 1 نوفمبر 1948 (ساروس 142)               | 12 أكتوبر 1977 (ساروس 143)              |
| 22 سبتمبر 2006 (ساروس 144)              | 2 سبتمبر 2035 (ساروس 145)               | 12 أغسطس 2064 (ساروس 146)               |
| 23 يوليو 2093 (ساروس 147)               |                                         |                                         |

### سلسلة تريتوس
هذا الكسوف هو جزء من دورة تريتوس ، يتكرر عند العقد المتناوبة كل 135 شهرًا متزامنًا (≈ 3986.63 يومًا ، أو 11 عامًا ناقص شهر واحد). مظهرها وخط طولها غير منتظمين بسبب نقص التزامن مع الشهر غير الطبيعي (فترة الحضيض) ، لكن التجمعات المكونة من 3 دورات تريتوس (33 عامًا ناقص 3 أشهر) تقترب (≈ 434.044 شهرًا غير طبيعي) ، لذا فإن الكسوف متشابه في هذه التجمعات.
| أعضاء سلسلة تريتوس بين عامي 1901 و 2100 | أعضاء سلسلة تريتوس بين عامي 1901 و 2100 | أعضاء سلسلة تريتوس بين عامي 1901 و 2100 | أعضاء سلسلة تريتوس بين عامي 1901 و 2100 |
| --------------------------------------- | --------------------------------------- | --------------------------------------- | --------------------------------------- |
| 9 سبتمبر 1904 (ساروس 133)               | 10 أغسطس 1915 (ساروس 134)               | 9 يوليو 1926 (ساروس 135)                |                                         |
| 8 يونيو 1937 (ساروس 136)                | 9 مايو 1948 (ساروس 137)                 | 8 أبريل 1959 (ساروس 138)                |                                         |
| 7 مارس 1970 (ساروس 139)                 | 4 فبراير 1981 (ساروس 140)               | 4 يناير 1992 (ساروس 141)                |                                         |
| 4 ديسمبر 2002 (ساروس 142)               | 3 نوفمبر 2013 (ساروس 143)               | 2 أكتوبر 2024 (ساروس 144)               |                                         |
| 2 سبتمبر 2035 (ساروس 145)               | 2 أغسطس 2046 (ساروس 146)                | 1 يوليو 2057 (ساروس 147)                |                                         |
| 31 مايو 2068 (ساروس 148)                | 1 مايو 2079 (ساروس 149)                 | 31 مارس 2090 (ساروس 150)                |                                         |